# Мендоса, Антонио де
Антонио де Мендо́са-и-Пачеко (Antonio de Mendoza y Pacheco; между 1490 и 1493 годами, Мондехар или Алькала-ла-Реаль, Испания — 21 июля 1552, Лима, Перу) — первый вице-король Новой Испании.

## Биография
Представитель высшей испанской аристократии, правнук маркиза де Сантильяна, Мендоса был направлен управлять завоёванными Кортесом землями в 1535 году с титулом вице-короля. Он стремился достойно представлять Карла V как справедливый судья, распорядитель королевской казны, решительный военачальник и покровитель католической церкви.
В 1539 году Мендоса направил флот на открытие островов к югу от Молуккских стровов, где в качестве священников ехали приор Иеронимо Хименес, Себастья де трас Сьерра, монах Алонсо де Альварадо, побывавших также и в Индии, и после 9 лет скитаний вернулись через Португалию в Испанию, а потом снова в Мексику.
При нём (в 1542 году) Нуньо де Гусман подавил восстание индейцев (Война Микстон), а Франсиско Васкес де Коронадо разведал территории на юге нынешних США.
Мендоса оставил по себе добрую память в Мексике, так как стремился облегчить участь индейцев и с готовностью рассматривал их жалобы. Он установил предельную продолжительность работы в шахтах, требовал выплачивать вольным индейцам жалованье за их труды, ограничивал захваты их земель. При нём в Мексике началось книгопечатание, открылся университет Мехико, стали строиться школы и больницы, улучшилась собираемость налогов.
В течение своего 15-летнего правления Мендоса дал Мексике мир и покой. Ни один из последующих вице-королей не правил провинцией дольше него. В 1551 году король направил его вице-королём в Перу, но тот едва успел объехать свои новые владения и высказать предложения по совершенствованию управления колонией, как по прибытии в Лиму скончался во дворце. Похоронили его в городском Кафедральном соборе подле Франсиско Писарро.
В его честь назван открытый испанскими мореплавателями в 1543 году мыс Мендосино.